# Rollenschneidmaschine
Eine Rollenschneidmaschine dient dazu, Rollen aus Flachmaterial (Kunststoff, Papier, Metalle) abzuwickeln, in Längsstreifen zu schneiden und anschließend einzeln auf Wickelstationen oder Wickelachsen aufzuwickeln. Rollenschneidmaschinen kommen in der kunststoffverarbeitenden Industrie, der Papierindustrie und der Metallverarbeitung zum Einsatz. Sie stehen oft hinter Druckmaschinen, Beschichtungsmaschinen, Kaschiermaschinen, Folienherstellungsanlage, Papiermaschinen oder Walzwerken. Diese Maschinen verwenden zur Optimierung der Leistung möglichst große Arbeitsbreiten. Das Endprodukt muss dann auf eine geringere Breite geschnitten werden. 

## Abrollung
Die Abwicklung erfolgt entweder von einer Wickelachse oder einer achslosen Abrollung. Das Beladen einer achslosen Abholung erfolgt relativ leicht. Die Abwickelarme mit ihren Spannköpfen werden geöffnet, auf einer Breite die größer ist als die Rollenbreite. Dann werden die Abwickelarme gesenkt oder gehoben, solange bis die Spannkonen mit der Hülse fluchten. Dann werden die Arme wieder zentrisch geschlossen um die Spannkonen in die Hülse der abzuwickelnden Rolle einzuführen. Die Spannung der Spannkonen sollte immer zentrisch erfolgen, um einen guten Rundlauf der Rolle zu gewährleisten. Die konische Spannung erfolgt entweder durch die axiale Bewegung der Abwickelarme oder aber durch Federn die pneumatisch entspannt werden. Nach dem Spannen der Hülse wird die Rolle durch die Rolleneinhebung vom Boden angehoben, damit sie frei drehen kann, wenn das Material abgewickelt wird.
Das folgende Bild zeigt eine solche achslose Abrollung an einer Rollenschneidmaschine. Die Abwickelarme haben keine Rolle gespannt und sind abgesenkt und zusammengefahren.

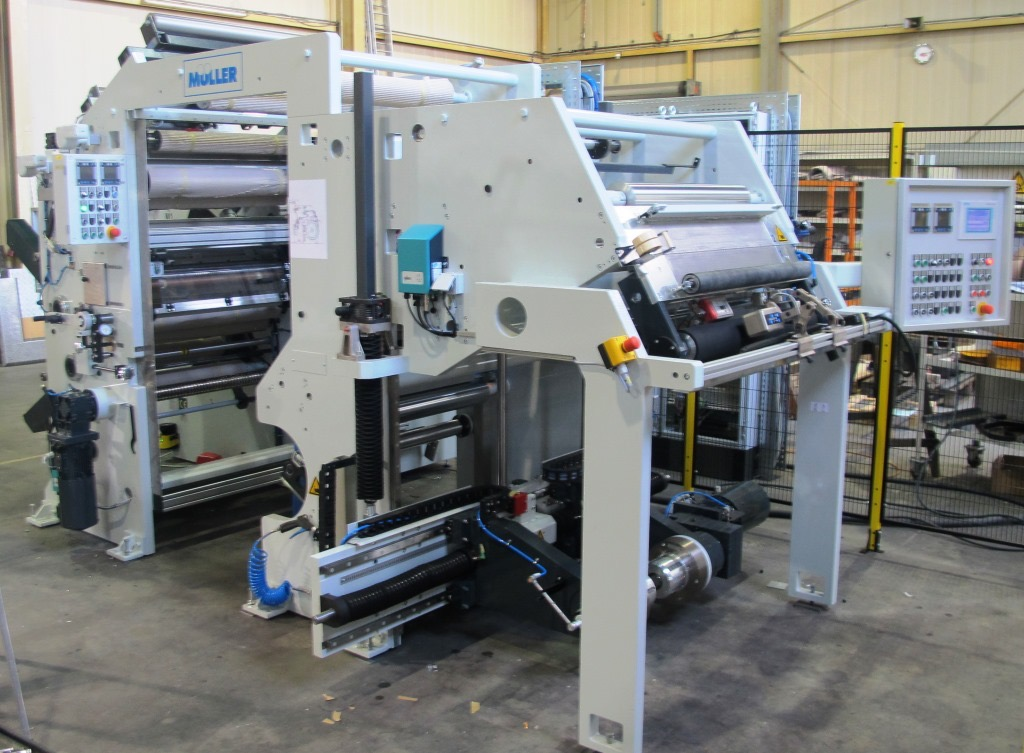
Achslose ZSD 3 Abrollung

Um einen geraden Schnitt zu gewährleisten, werden an den Abrollungen Seitensteuerungen eingesetzt. Diese tasten entweder die Materialkante oder eine Drucklinie ab, um die Rolle lagegerecht axial auszurichten. Diese Seitensteuerungen reagieren sehr schnell und erlauben das Abwickeln mit Geschwindigkeiten von mehreren hundert Metern pro Minute.
Beim Abrollen ist eine möglichst gleichbleibende Bahnspannung im Material wichtig. Diese wird durch eine Bahnspannungsregelung erzielt. Dabei wird entweder eine „Tänzerwalze“ oder eine weglose Bahnspannungsmesswalze als Messglied eingesetzt. Die Tänzerwalze kann Schwankungen in der Bahnspannung, die durch unrunde Rollen oder exzentrisches Spannen der Rolle entstehen können, ausgleichen. Eine Bahnspannungsmesswalze kann diese Schwankungen oftmals nicht ausgleichen und liefert dann nur ein unterbrochenes Signal.
Die Bahnspannungsregelung verstellt die Bremse an der Abrollung. Da sich der Durchmesser beim Abrollen verkleinert, muss das Bremsmoment ständig verkleinert werden, um den konstanten Bahnzug aufrechtzuhalten. Bei mechanischen Bremsen wird das Bremsmoment in Reibungswärme verwandelt, die durch Luftkühlung oder Wasserkühlung abgeführt werden muss. Es kommen an der Abrollung aber auch Motoren zum Einsatz, die das Bremsmoment durch generatorische Bremsung wieder in Strom verwandeln. Dieser Strom wird in das Netz oder in den Stromkreislauf der Maschine zurückgespeist und kann wieder für den Betrieb der Maschine oder des Wicklers verwendet werden.

## Schneidsystem
Als Schneidsysteme kommen in einer Rollenschneidmaschine Klingen, Quetschmesser, Scherenschnittmesser oder aber auch Rollschermesser zum Einsatz. In der Schneidpartie werden meist von der Warenbahn zwei Randstreifen abgetrennt und abgesaugt oder aufgewickelt.

Scherenschnitt Kassette

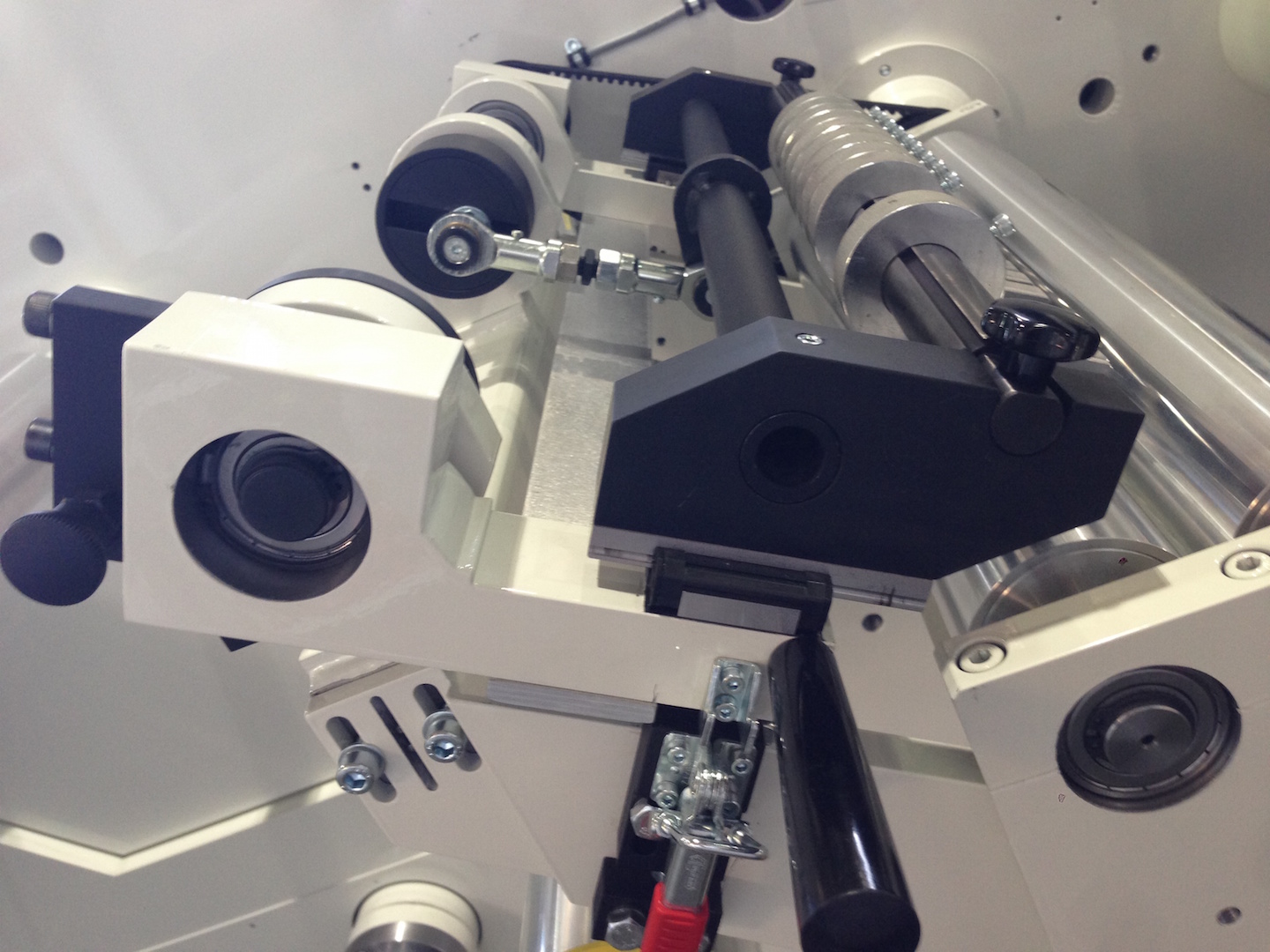
Rasierklingen Schneid Partie mit Oszillieren 3415 KK

Eine Scherenschnitt-Schneidpartie besteht üblicherweise aus einer Untermesserachse und einer Obermesserachse. Auf der Untermesserachse werden Nutmesser und Zwischenringe (Distanzringe) montiert. Auf der Obermesserachse befinden sich gefederte Obermesser die jeweils auf einer axial verschiebbaren und auf der Achse fixierbaren Buchse montiert sind. Unter- und Obermesserachse werden durch den Maschinenhauptantrieb angetrieben. Die Untermesserachse treibt über ein Zahnrad die Obermesserachse an.
Eine Scherenschnitt Schneid Partie kann auch in eine Schneid Kassette eingebaut werden. In einer Schneid Kassette gibt es eine Lagerung für die Obermesser Achse und eine separate Lagerung für die Untermesser Achse. Der Antrieb erfolgt in der Regel auf die Untermesser Achse mit einer axialen Kupplung. Über die Zahnräder erfolgt der Antrieb auf die Obermesser Achse. Das Zahnrad auf der Obermeister Achse kann gewechselt werden, wenn der Durchmesser der Obermesser durch Schleifen geringer geworden ist. Das folgende Bild zeigt eine Schneidkassette mit Ober- und Untermesserachse. Die Obermesser besitzen seitlich die Federringe.
Eine Scherenschnitt-Schneidpartie kann auch aus einer angetriebenen Untermesserachse und verschiedenen pneumatischen Obermessern bestehen. In diesem Falle werden die Obermesser einzig durch den pneumatisch erzeugten Reibdruck und die sich daraus ergebende Reibkraft angetrieben.
Um entscheiden zu können, ob eine Rasierklingen-Schneidpartie für das Schneiden eines Materials geeignet ist, reicht ein einfacher Test mit einer Büroschere. Jedes Material, welches mit einer Schere geschnitten werden kann, lässt sich auch mit einer Scherenschitt-Schneidpartie erfolgreich schneiden.
Eine Rasierklingen-Schneidpartie besteht in der einfachsten Version aus zwei Tragwalzen, welche die Materialbahn führen und tragen, und den dazwischen schräg angeordneten Rasierklingenhaltern. In diesem Falle spricht man von Spiegelschnitt (slitting in the air).
Das folgende Foto zeigt eine solche Rasierklingen Schneidpartie mit Rasierklingen Haltern und einer Oszillier Vorrichtung, welche die Klingen bewegt, damit nicht immer an derselben Stelle der Schneide der Klinge geschnitten wird. Diese Vorrichtung erhöht die Standzeit der Klingen.
Ein Rasierklingenschnitt kann jedoch auch in einer angetriebenen Untermesserachse erfolgen. Dann ist die Achse mit Nutmessern oder genuteten Buchsen bestückt, in die die Rasierklingen eintauchen. Dann spricht man von einem Nutschnitt. Um die Schnittleistung zu steigern und den Verschleiß der Rasierklingen zu mildern, kommt dann oft auch eine Oszillierung der Rasierklingen zum Einsatz.
Der Quetschmesserschnitt besteht üblicherweise aus einer gehärteten Untermesserachse und einem oder mehreren pneumatischen Quetschmessern. Die spitz angeschliffenen Quetschmesser sitzen in einem Quetschmesserhalter. Das Messer wird durch einen Luftzylinder, an dem der Schneiddruck eingestellt werden kann, gegen die gehärtete Untermesserachse gedrückt. Der Schnitt erfolgt durch Eindringen und seitliches Verdrängen des zu schneidenden Materials. Quetschmesserschnitt wird besonders bei Klebebändern eingesetzt. Dort eignet sich die Verdrängung des zuerst verdrängten Klebers, um ein Bluten der geschnittene Rollen zu vermeiden. Mit Bluten bezeichnet man das seitliche Austreten des Klebers aus einer geschnittenen und gewickelten Rolle. Quetschmesserschnitt wird manchmal auch erfolgreich verwendet bei Geweben, Non Woven und Gummi.
Rollschermesser sind zylindrisch geschliffene Messerscheiben, die nebeneinander montiert werden. Zwischen der Rollschermesserscheiben sind gummierte Auswerferringe angeordnet. Die Schneidwirkung erfolgt auf Grund von Scherung des zu schneidenden Materials in einem Schneidspalt zwischen den Messerscheiben. Der Schneidspalt ist abhängig von der Materialdicke. Rollscherschnitt wird beim Schnitt von metallischen Folien und Bändern verwendet. Er kommt insbesondere bei der Verarbeitung von Stahlblech sowie Aluminium- und Kupferfolien zum Einsatz.

## Aufwicklung
Die Aufwicklung kann mit oder ohne Kontaktwalzen erfolgen. Es gibt Rollenschneidmaschinen, die je nach Art des zu schneidenden Materials die geschnittenen Rollen auf Luftachsen, Friktionswickelachsen oder an Einzelwickelstationen aufwickeln.
Beim Aufwickeln der geschnittenen Warenbahnen werden je nach Anzahl der geschnittenen Rollen eine oder mehrere Kontaktwalzen benötigt. Diese Kontaktwalzen liegen beim Aufwickeln an den Rollen an und pressen die Luft aus der Wicklung. Dies ist besonders bei hohen Geschwindigkeiten notwendig, weil sich auf der Bahnoberfläche ein laminarer Luftfilm bildet. Dieser Luftfilm wird an dem Punkt, an dem die Bahn auf die Aufwicklung aufläuft, durch die Kontaktwalze herausgedrückt. Falls zu viel Luft in die Aufwicklung gerät, kann ein seitliches Verlaufen oder „Teleskopieren“ der Rolle die Folge sein. Der Kontaktdruck wird an die Geschwindigkeit angepasst. 
Der Herstellungsprozess vieler Materialien verursacht ein nicht gleichmäßiges Dickenprofil der Warenbahn. Bei Kunststofffolien, die als Flachfilm oder Blasfilm erzeugt werden, können schon kleine Temperaturdifferenzen im Herstellungsprozess zu Dickenschwankungen führen. Im Walzwerk kann sich bei Herstellung von Aluminium- oder Kupferfolien je nach Anstellung der Walzen ein konkaves oder konvexes Dickenprofil bilden. Bei Papier wird meist ein fast gleichmäßiges Dickenprofil erreicht, hier kann es durch Wasserzeichen oder andere Dekorelemente zu Dickenschwankungen kommen.
Bedingt durch die Ungleichmäßigkeiten im Dickenprofil kommt es beim Schneiden solcher Materialbahnen zu unterschiedlichen Längen und Dicken der geschnittenen Streifen. Dadurch ergeben sich beim Aufwickeln unterschiedlich große Aufwickeldurchmesser der geschnittenen Rollen. Obwohl alle Streifen in der Originalrolle scheinbar den gleichen Durchmesser haben, zeigt sich nach dem Schneiden und Aufwickeln, dass die fertigen Rollen unterschiedliche Durchmesser haben.
Diese unterschiedlichen Durchmesser erfordern beim Aufwickeln auf einer gemeinsamen Achse eine „Friktionswicklung“. Es gibt radial und axial wirkende Friktionsachsen, bei denen die einzelne Rolle durch axial oder radial einstellbare Hülsen per Reibschluss mitgenommen werden.
Alternativ kann jeder Streifen auf einer eigenen Aufwickelstation mit eigenem Antriebsmotor aufgewickelt werden. Durch diesen erhält jede Aufwicklung ihren individuellen Aufwickelzug und ihre Drehzahl, welche die Dicken- und Längenunterschiede und die daraus resultierenden Durchmesserunterschiede ausgleichen.
Beim Aufwickeln kommen unterschiedliche Antriebsmethoden zum Einsatz. Die einfachste Methode ist die Umfangswicklung. Hier wird die Rolle von außen durch eine Tragwalze oder einen Antriebsgurt angetrieben. Die häufigste Aufwickelmethode ist die Zentrumswicklung. Hier wird das Material vom Zentrum her durch eine angetriebene Hülse aufgewickelt. Eine Zwischenform ist die kombinierte Zentrums-Umfangswicklung. Dabei liegt die Aufwickelstation beim Aufwickeln gleichzeitig auf einem angetriebenen Tragzylinder auf.